# Lyman
Lyman (ukrainisch Лиман; russisch Лиман Liman) ist die nördlichste Stadt in der Oblast Donezk im Osten der Ukraine. Die Stadt mit 3600 Einwohnern (2025) war bis Juli 2020 das administrative Zentrum des Rajons Lyman.

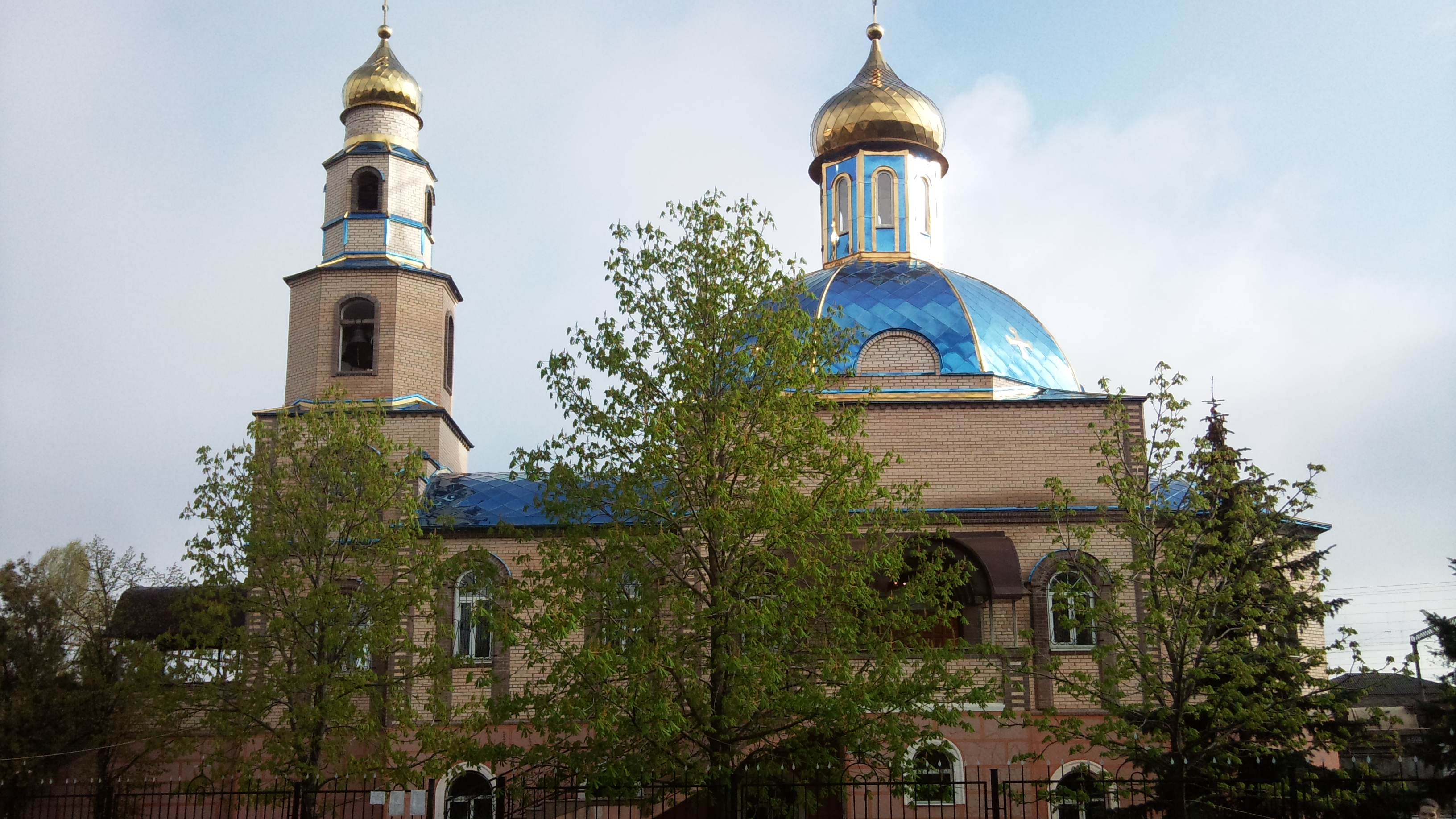
Orthodoxes Kirchengebäude in der Stadt

Die Stadt ist ein Eisenbahnknotenpunkt mit einem Bahnhof einschließlich Rangierbahnhof an der Bahnstrecke Charkiw–Horliwka und zu den industriellen Zentren des Donezbeckens. Sie wird daher auch „Nordtor des Donbass“ genannt. Eine weitere Bezeichnung für die Stadt ist „Donezker Schweiz“ aufgrund der Pinienwälder und blauen Seen in der Umgebung. Daher ist neben dem Bahnbetrieb der Tourismus eine wichtige Einnahmequelle der Stadt, denn die schöne und ruhige Umgebung zieht nicht nur Touristen und Pilzsammler, sondern auch Jäger an, die in den Wäldern Wildschweine, Rehe, Füchse, Hasen und manchmal Wölfe antreffen.

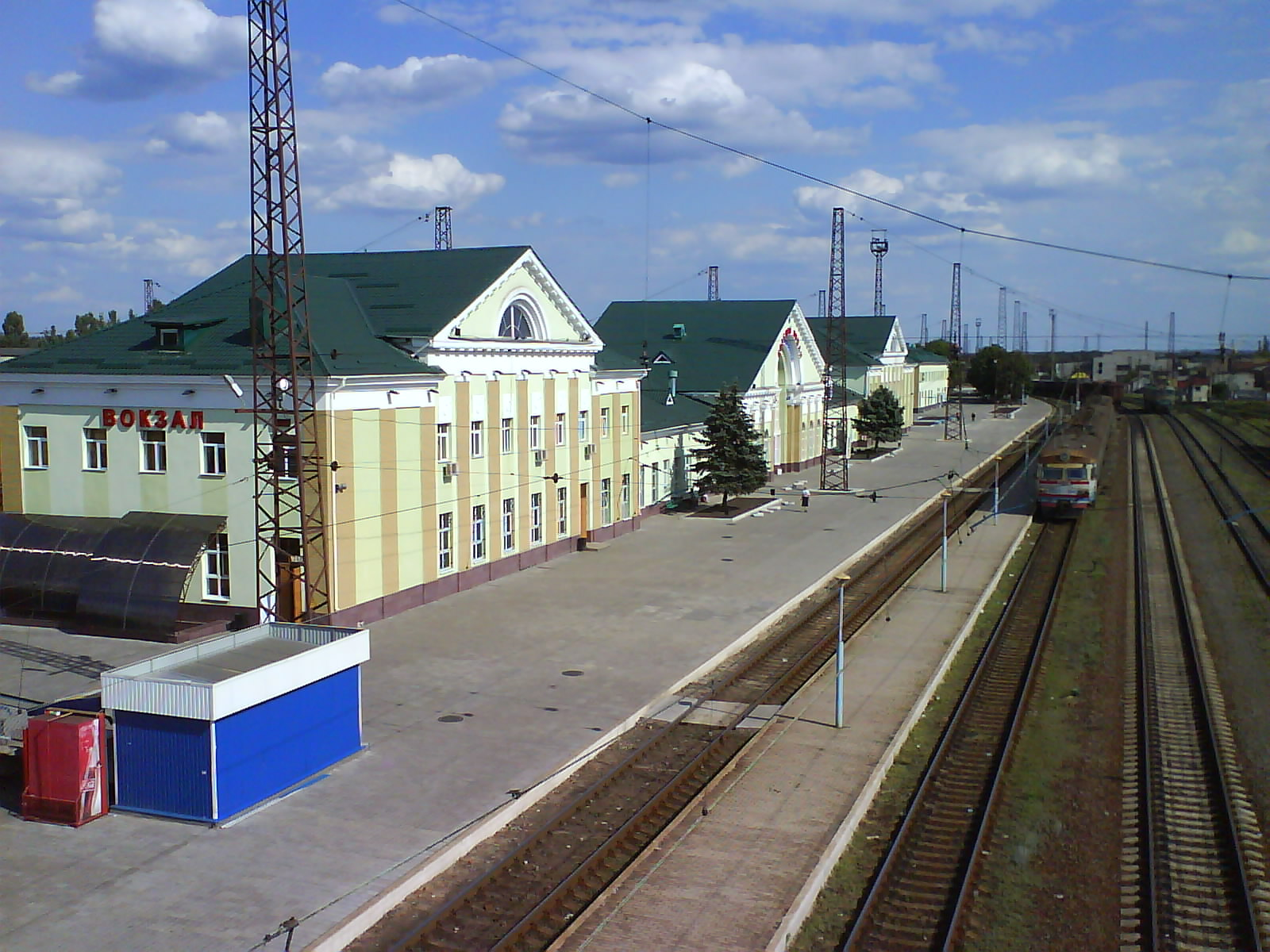
Bahnhof im Ort

## Geographie
Die Stadt liegt im Donbass, sieben Kilometer nördlich vom Ufer des Siwerskyj Donez, 25 Kilometer nordöstlich der nächstgelegenen Großstadt Slowjansk und 135 km nördlich des Oblastzentrums Donezk.

## Geschichte
Von den Kosaken 1667 als Lyman (Лиман) gegründet, hieß der Ort von 1925 bis zum 4. Februar 2016 Krasnyj Lyman (Красний Лиман). Der Ort besitzt seit 1938 den Status einer Stadt. Im Laufe des Zweiten Weltkrieges wurde er am 1. Februar 1943 von der Besetzung durch die Wehrmacht befreit. Seit dem 26. November 1979 hat Lyman den Status einer Stadt unter Oblastverwaltung.
Seit Mai 2022 ist Lyman im Ukrainekrieg Kriegsschauplatz. Nach längerem Artilleriebeschuss und einer Infiltrierung durch die russischen Streitkräfte wurde die Stadt nach Angaben prorussischer Separatisten am Abend des 26. Mai 2022 vollständig eingenommen. Lyman ist ein wichtiger Straßen- und Eisenbahnknotenpunkt. Russlands Streitkräfte transportierten via Lyman große Teile des Nachschubs für ihre Truppen in der gesamten Ostukraine. Im September 2022 waren ukrainischen Truppen große Geländegewinne gelungen. Seit Mitte September standen die ukrainischen Truppen kurz vor Lyman. Am 1. Oktober 2022 wurde die Stadt von den ukrainischen Truppen zurückerobert. Die russischen Streitkräfte hatten sich wegen der Gefahr einer Einkesselung aus Lyman zurückgezogen. Nach der viermonatigen Besatzung wurden 200 Gräber sowie ein Massengrab gefunden. Die Leichen wurden exhumiert, um die Toten zu identifizieren und Beweise für mögliche Kriegsverbrechen der russischen Armee zu sichern.

## Verwaltungsgliederung
Am 23. Juli 2015 wurde die Stadt zum Zentrum der neugegründeten Stadtgemeinde Lyman (Лиманська міська громада/Lymanska miska hromada, bis 25. März 2016 Stadtgemeinde Krasnyj Lyman), zu dieser zählen auch noch die Siedlungen städtischen Typs Drobyschewe, Jampil, Jarowa, Nowoseliwka und Saritschne, die 30 in der untenstehenden Tabelle angeführten Dörfer sowie die 4 Ansiedlungen Myrne, Nowe, Sosnowe und Stawky, bis dahin bildete sie zusammen mit den Dörfern Brussiwka, Staryj Karawan und Schtschurowe sowie der Ansiedlung Stawky die gleichnamige Stadtratsgemeinde Lyman (Лиманська міська рада/Lymanska miska rada) welche direkt der Oblastverwaltung unterstand und im Süden des ihn umschließenden Rajons Lyman lag.
Seit dem 17. Juli 2020 ist sie ein Teil des Rajons Kramatorsk.
Folgende Orte sind neben dem Hauptort Lyman Teil der Gemeinde:
| Name                     | Name           | Name                              |
| ukrainisch transkribiert | ukrainisch     | russisch                          |
| ------------------------ | -------------- | --------------------------------- |
| Brussiwka                | Брусівка       | Брусовка (Brussowka)              |
| Drobyschewe              | Дробишеве      | Дробышево (Drobyschewo)           |
| Derylowe                 | Дерилове       | Дерилово (Derilowo)               |
| Dibrowa                  | Діброва        | Диброва                           |
| Iwaniwka                 | Іванівка       | Ивановка (Iwanowka)               |
| Jampil                   | Ямпіль         | Ямполь (Jampol)                   |
| Jampoliwka               | Ямполівка      | Ямполовка (Jampolowka)            |
| Jarowa                   | Ярова          | Яровая (Jarowaja)                 |
| Jazkiwka                 | Яцьківка       | Яцковка (Jazkowka)                |
| Kalenyky                 | Каленики       | Каленики (Kaleniki)               |
| Karpiwka                 | Карпівка       | Карповка (Karpowka)               |
| Kateryniwka              | Катеринівка    | Катериновка (Katerinowka)         |
| Kolodjasi                | Колодязі       | Колодези (Kolodesi)               |
| Korowyj Jar              | Коровій Яр     | Коровий Яр (Korowi Jar)           |
| Krymky                   | Кримки         | Крымки (Krymki)                   |
| Krywa Luka               | Крива Лука     | Кривая Лука (Kriwaja Luka)        |
| Losowe                   | Лозове         | Лозовое (Losowoje)                |
| Lypowe                   | Липове         | Липовое (Lipowoje)                |
| Myrne                    | Мирне          | Мирное (Mirnoje)                  |
| Nowe                     | Нове           | Новое (Nowoje)                    |
| Nowomychajliwka          | Новомихайлівка | Новомихайловка (Nowomichailowka)  |
| Nowosadowe               | Новосадове     | Новосадовое (Nowosadowoje)        |
| Nowoseliwka              | Новоселівка    | Новосёловка (Nowosjolowka)        |
| Oleksandriwka            | Олександрівка  | Александровка (Alexandrowka)      |
| Oserne                   | Озерне         | Озёрное (Osjornoje)               |
| Ridkodub                 | Рідкодуб       | Редкодуб (Redkodub)               |
| Rubzi                    | Рубці          | Рубцы (Rubzy)                     |
| Sakitne                  | Закітне        | Закотное (Sakotnoje)              |
| Saritschne               | Зарічне        | Заречное (Saretschnoje)           |
| Schandryholowe           | Шандриголове   | Шандриголово (Schandrigolowo)     |
| Schtschurowe             | Щурове         | Щурово (Schtschurowo)             |
| Selena Dolyna            | Зелена Долина  | Зелёная Долина (Seljonaja Dolina) |
| Serednje                 | Середнє        | Среднее (Sredneje)                |
| Sosnowe                  | Соснове        | Сосновое (Sosnowoje)              |
| Staryj Karawan           | Старий Караван | Старый Караван (Stary Karawan)    |
| Stawky                   | Ставки         | Ставки (Stawki)                   |
| Terny                    | Терни          | Терны                             |
| Torske                   | Торське        | Торское (Torskoje)                |
| Wowtschyj Jar            | Вовчий Яр      | Волчий Яр (Woltschi Jar)          |

## Bevölkerung
| 1897  | 1926  | 1939   | 1959   | 1970   | 1979   | 1989   | 2001   | 2005   | 2014   | 2019   |
| ----- | ----- | ------ | ------ | ------ | ------ | ------ | ------ | ------ | ------ | ------ |
| 4.653 | 3.402 | 25.201 | 28.911 | 30.383 | 31.755 | 31.192 | 28.172 | 26.040 | 22.315 | 21.007 |

Quellen: 1897 Volkszählung 1897;
ab 1926
Im Jahre 2001 hatte die Stadt 28172 Einwohner. 84,4 % der Bevölkerung gaben an ethnische Ukrainer zu sein, 13,8 % identifizierten sich als Russen, und 0,8 % als Belarussen.
69,8 % der Bevölkerung bezeichneten Ukrainisch als ihre Muttersprache, 29,8 % sprachen Russisch, während 0,5 % keine Angaben machten oder eine andere Sprache nutzten.

## Persönlichkeiten
- Leonid Denissowitsch Kisim (1941–2010), sowjetischer Kosmonaut
- Ihor Rasorjonow (* 1970), ukrainischer Gewichtheber